# Phostria glyphodoides
Phostria glyphodoides is een vlinder uit de familie van de grasmotten (Crambidae). De wetenschappelijke naam van de soort is voor het eerst gepubliceerd in 1912 door George Francis Hampson.
De soort komt voor in Colombia.